# انتخابات مجلس ایران (۱۳۴۲)
اسدالله علم
انتخابات مجلس ایران برای انتخاب نمایندگان مجلس شورای ملی و مجلس سنا در ۲۶ شهریور ۱۳۴۲ برگزار شد. در این انتخابات حزب ایران نوین با کسب ۱۴۰ کرسی از ۲۰۰ کرسی مجلس پیروز شد. میزان مشارکت رای‌دهندگان در این انتخابات ۹۱٫۷ درصد بود.
این انتخابات چند ماه پس از برگزاری رفراندم انقلاب شاه و مردم و تظاهرات ۱۵ خرداد برگزار شد.
قبل از انتخابات برخی فعالان گروه‌های اپوزیسیون مانند جبهه ملی و نهضت آزادی زندانی بودند و اجازه شرکت در انتخابات به هیچ نامزد مخالف واقعی داده نشد.

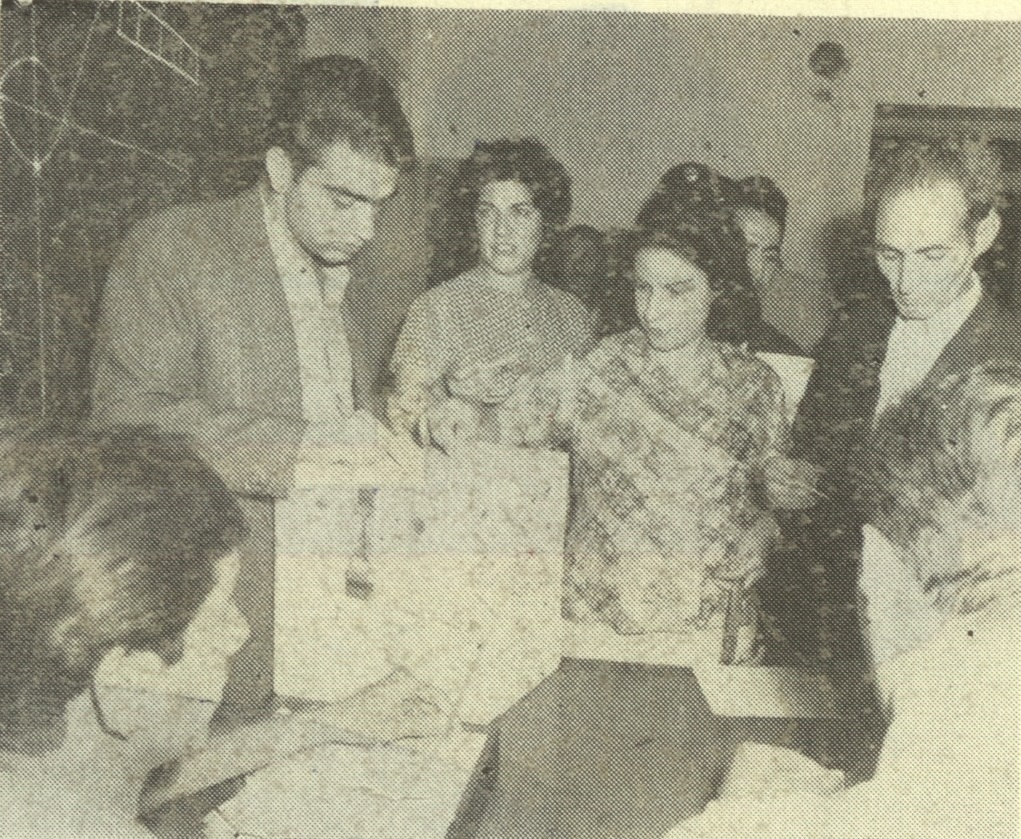
انتخابات مجلس شورای ملی و سنای ایران در سال ۱۳۴۲. برای نخستین‌بار در تاریخ ایران زنان در این انتخابات حق رای داشتند.

این اولین باری بود که انتخابات در سراسر کشور در یک روز معین برگزار شد.

## نتایج
| حزب                 | رای       | % | کرسی | +/–  |
| ------------------- | --------- | - | ---- | ---- |
| حزب ایران نوین      |           |   | ۱۴۰  | جدید |
| حزب مردم            |           |   | ۱۶   | –۴۹  |
| مستقل               |           |   | ۴۴   | +۱۲  |
| رای‌های غیر معتبر    |           | – | –    | –    |
| مجموع               | ۵٬۵۹۳٬۸۲۶ |   | ۲۰۰  | ۰    |
| منبع: Nohlen et al. |           |   |      |      |